# Lisa Brennauer
Lisa Brennauer (* 8. Juni 1988 in Kempten) ist eine ehemalige deutsche Radrennfahrerin und siebenfache Weltmeisterin (2013–2021) auf Straße und Bahn. Sie ist eine der erfolgreichsten deutschen Radsportlerinnen der 2010er Jahre. 2021 wurde sie Olympiasiegerin in der Mannschaftsverfolgung auf der Bahn. Nach ihrem Rücktritt vom aktiven Radsport nahm sie 2023 eine Tätigkeit als Trainerin beim Bund Deutscher Radfahrer (BDR) auf.

## Sportliche Laufbahn
Im Jahr 2005 wurde Lisa Brennauer in Salzburg Junioren-Weltmeisterin im Einzelzeitfahren auf der Straße. 2004 sowie 2005 errang sie den Deutschen Meistertitel in derselben Disziplin als Juniorin. In den Saisons 2008/2009 sowie 2009/2010 konnte sie zudem mehrfach in der Mannschaftsverfolgung auf der Bahn Podiumsplätze bei Weltcuprennen belegen. 2010 wurde sie in Cottbus deutsche Vizemeisterin in der Einerverfolgung auf der Bahn. 2011 errang sie die nationalen Meistertitel im Omnium und im Scratch, 2013 und 2014 wurde sie deutsche Meisterin im Einzelzeitfahren der Frauen sowie 2013 in der Einerverfolgung.
2014 errang Lisa Brennauer in Baunatal die Titel der deutschen Meisterin im Straßenrennen sowie im Einzelzeitfahren und wurde nationale Berg-Meisterin. Am 23. September errang Lisa Brennauer die Goldmedaille im Einzelzeitfahren der Frauen (Elite) bei der Straßen-WM 2014 in Ponferrada (Spanien), nachdem sie zuvor schon mit ihrem Team Weltmeisterin im Mannschaftszeitfahren geworden war. Im Straßenrennen gewann sie Silber. Damit war sie erfolgreichste Sportlerin dieser Weltmeisterschaften.
Im Jahr 2015 gewann Brennauer die Energiewacht Tour und die Women’s Tour. Den hart erkämpften Sieg bei der Women’s Tour bezeichnete sie selbst als einen ihrer „größten Erfolge“. Anfang September gewann sie außerdem nach starker Teamunterstützung eine Etappe und die Gesamtwertung der niederländischen Boels Rental Ladies Tour.
Bei den Straßenweltmeisterschaften 2015 in Richmond (Virginia) wurde Brennauer mit ihrem Team Velocio-SRAM Weltmeisterin im Teamzeitfahren. Im Einzelzeitfahren der Frauen (Elite) holte sie die Bronzemedaille. Im Jahr darauf errang sie mit ihrem Team von Canyon SRAM Racing bei den Weltmeisterschaften in Doha die Silbermedaille im Mannschaftszeitfahren. Bei den UEC-Bahn-Europameisterschaften 2017 in Berlin startete Brennauer mit dem deutschen Frauen-Vierer in der Mannschaftsverfolgung. Dabei kam es zu einem Sturz, bei dem sich Brennauer einen Oberarmbruch, Schürfwunden und Prellungen zuzog und lange pausieren musste.
Im August 2018 wurde Lisa Brennauer in Glasgow Europameisterin in der Einerverfolgung. Dabei stellte sie innerhalb von 24 Stunden zweimal einen neuen deutschen Rekord auf, zuletzt bewältigte sie die drei Kilometer in 3:26,879 Minuten.

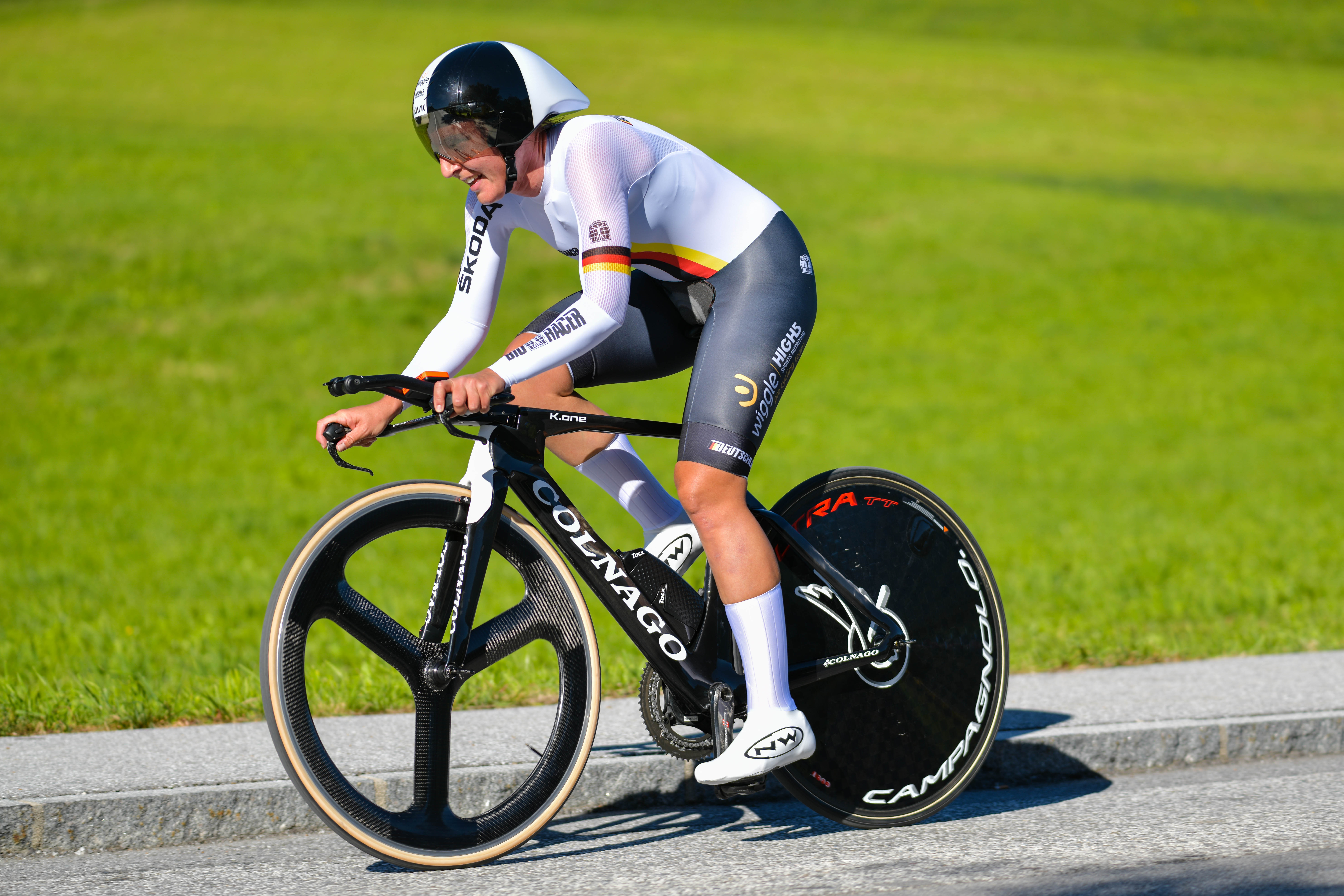
Brennauer beim Einzelzeitfahren der Straßen-WM 2018

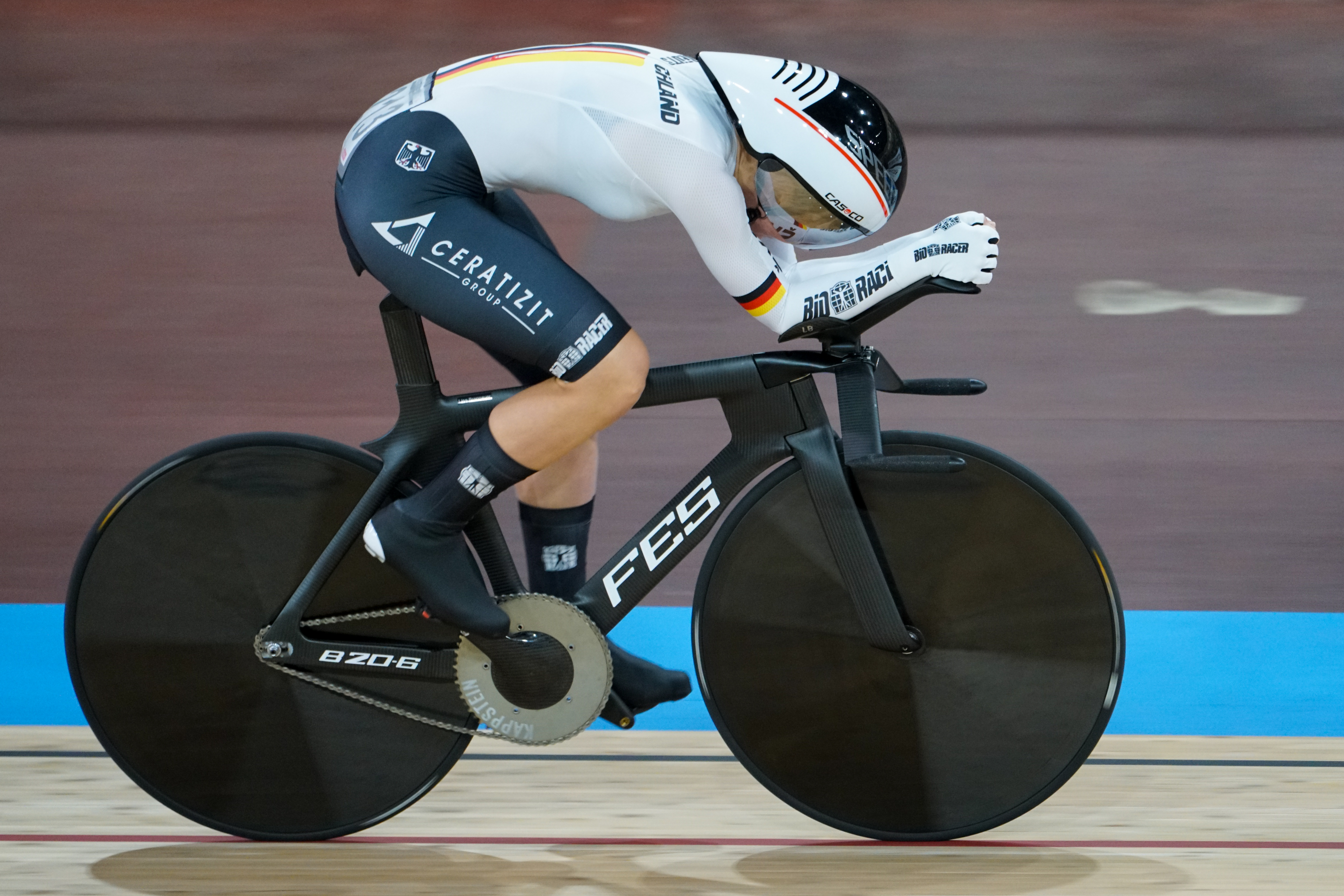
In der Qualifikation der Einerverfolgung bei der Bahn-WM 2020 in Berlin

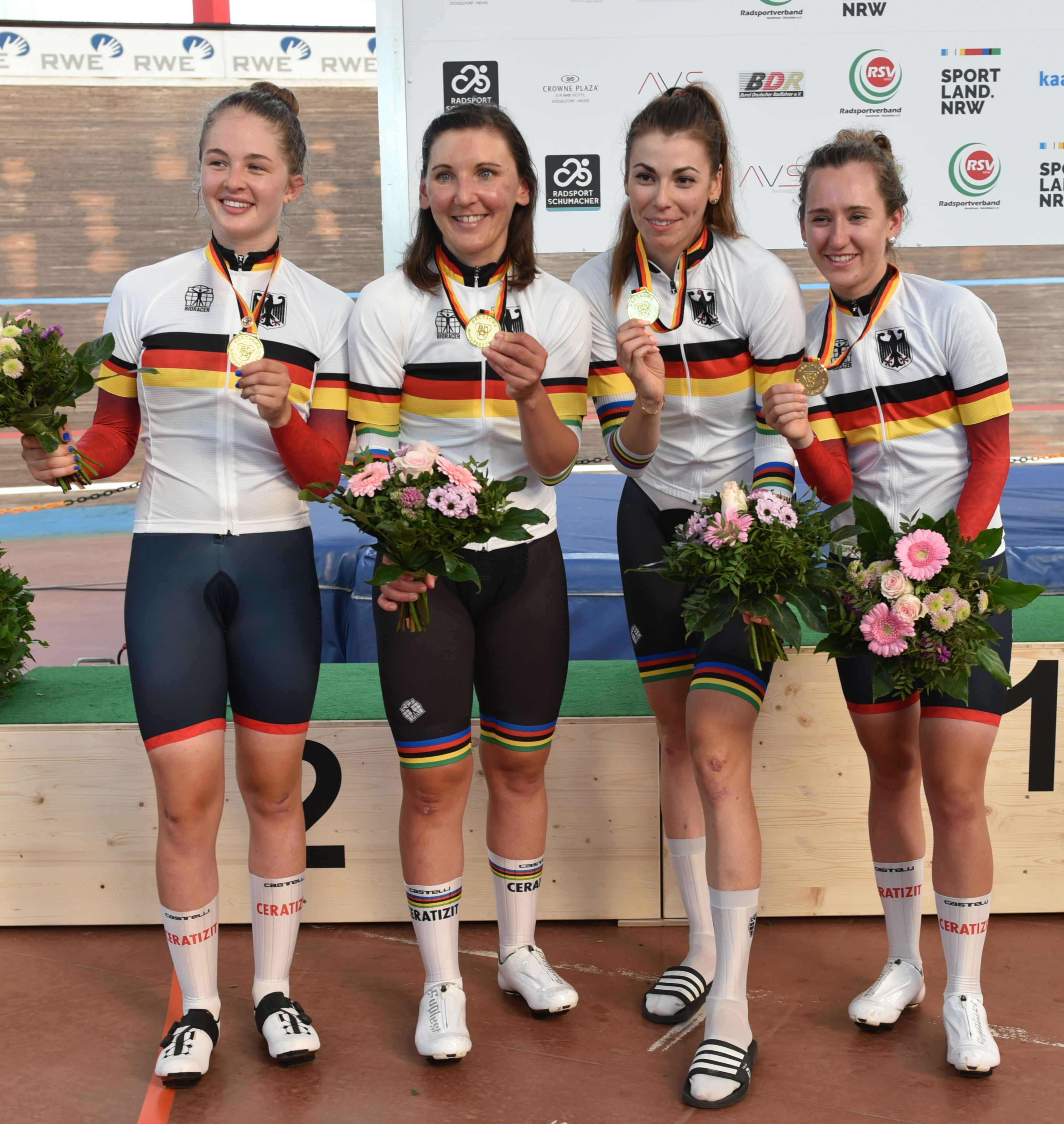
Deutsche Meisterin 2022 in der Mannschaftsverfolgung (v. l. n. r.): Lana Eberle, Lisa Brennauer, Laura Süßemilch, Lea Lin Teutenberg

Im Finale um Gold schlug sie die vierfache Verfolgungs-Europameisterin und schottische Lokalmatadorin Katie Archibald vor heimischem Publikum. Nur einen Tag später errang sie im Straßenrennen der Straßeneuropameisterschaften die Bronzemedaille.
Bei den UCI-Bahn-Weltmeisterschaften 2019 wurde die damals 30-Jährige im polnischen Pruszków Vize-Weltmeisterin in der Einerverfolgung. Im selben Jahr gewann sie im niederländischen Apeldoorn jeweils Silber in der Einerverfolgung sowie mit Mieke Kröger, Gudrun Stock, Lisa Klein und Franziska Brauße in der Mannschaftsverfolgung der Bahn-Europameisterschaften
Im Berliner Velodrom wurde Brennauer zu Beginn des Jahres 2020 Vizeweltmeisterin in der Einerverfolgung und gewann mit dem deutschen Vierer Bronze in der Mannschaftsverfolgung. Bei den Straßen-Europameisterschaften 2020 belegte sie Platz vier im Einzelzeitfahren. Bei den Olympischen Spielen in Tokio wurde sie 2021 mit Klein, Kröger und Brauße Olympiasiegerin in der Mannschaftsverfolgung. Während des olympischen Wettbewerbs stellte der deutsche Frauen-Vierer drei Mal hintereinander einen neuen Weltrekord auf und konnte letztlich den bestehenden Rekord des britischen Vierers von den Olympischen Spielen 2016 in Rio de Janeiro um rund sechs Sekunden auf 4:04,249 Minuten verbessern.
Anfang August 2022 kündigte Brennauer an, ihre sportliche Laufbahn nach den UEC-Bahn-Europameisterschaften 2022 in München zu beenden. Bei den Europameisterschaften gewann sie den Titel mit dem Bahnrad-Vierer, in der Einerverfolgung wurde sie Vize-Europameisterin hinter ihrer Mannschaftskollegin Mieke Kröger.

## Privates und Berufliches
Lisa Brennauer ist Sportsoldatin (Hauptfeldwebel) und gehört der Spitzensportgruppe der Bundeswehr Radsport/Bahn in Todtnau an.
Im Dezember 2022 wurde bekannt, dass Lisa Brennauer als Sportliche Leiterin beim 2023 erstmals ausgetragenen Eintagesrennen für Frauen „Women's Cycling Grand Prix Stuttgart & Region“ fungieren wird. Im Oktober 2022 absolvierte sie erfolgreich ihre Ausbildung zum DOSB-Trainer A Leistungssport. Seit 2023 ist sie als Trainerin für den BDR tätig.

## Ehrungen
2014 und 2021 wurde Lisa Brennauer zur deutschen Radsportlerin des Jahres gewählt. 2021 wurde sie als Mitglied des Bahn-Vierers gemeinsam mit Franziska Brauße, Mieke Kröger, Lisa Klein und Laura Süßemilch zur Mannschaft des Jahres gekürt. Für den Gewinn der Goldmedaille erhielt sie – zusammen mit ihren Team-Kolleginnen – am 8. November 2021 vom Bundespräsidenten das Silberne Lorbeerblatt.
2022 erhielt Brennauer den Bayerischen Verdienstorden. Am 7. Oktober 2022 gewann sie mit dem Bahnrad-Team (Franziska Brauße, Lisa Klein, Mieke Kröger) die Goldene Henne in der Kategorie Sport.
2023 benannte ihr Heimatort Durach bei Kempten einen Weg nach ihr.

## Erfolge

### Straße
2005

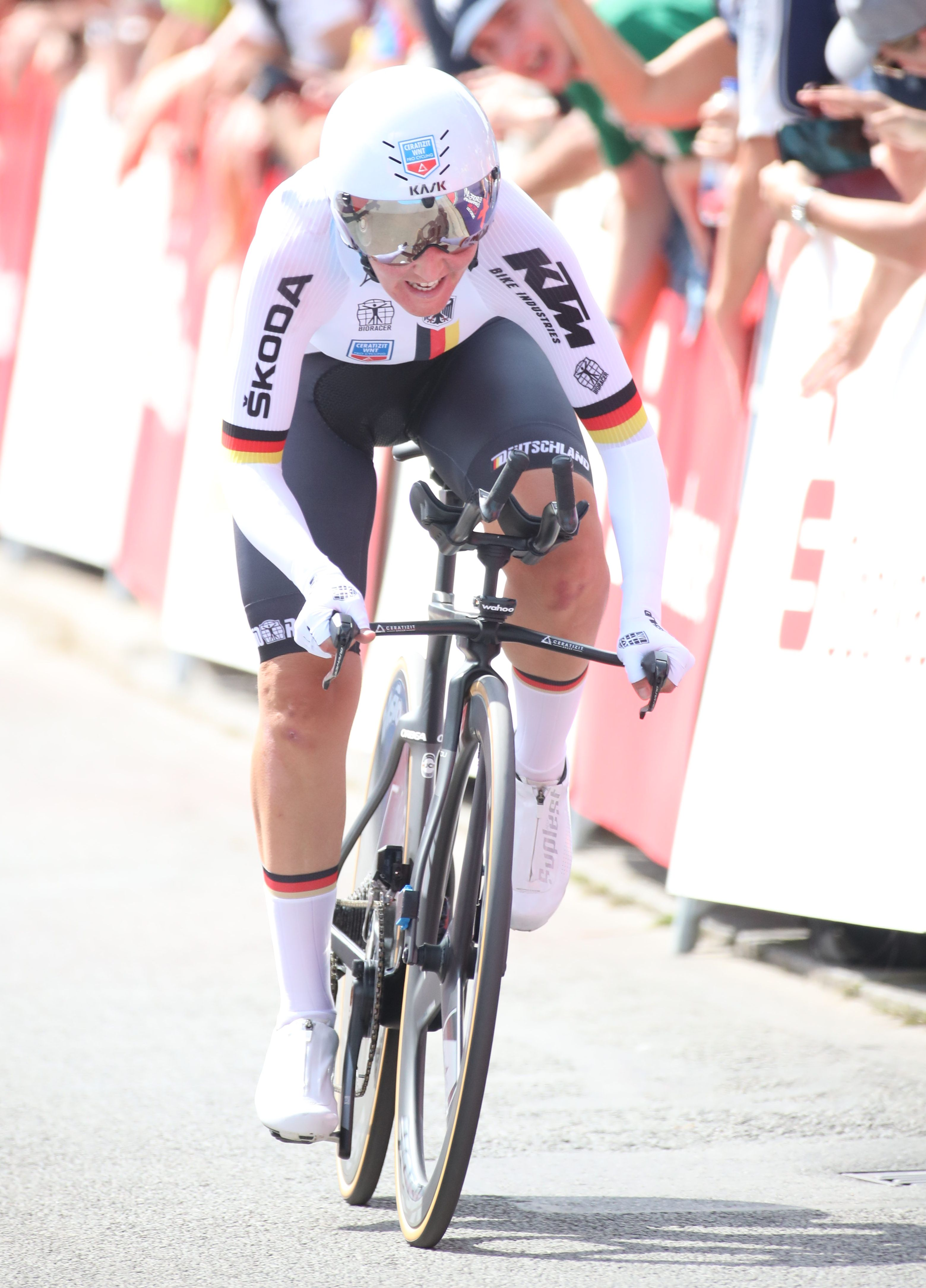
Brennauer bei den European Championships 2022

- Junioren-Weltmeisterin – Einzelzeitfahren

2009
- eine Etappe Albstadt-Frauen-Etappenrennen

2013
- eine Etappe Tour du Languedoc-Roussillon
- Deutsche Meisterin – Einzelzeitfahren
- Mannschaftszeitfahren Open de Suède Vårgårda
- Mannschaftszeitfahren Lotto-Belisol Tour
- eine Etappe Holland Ladies Tour
- Weltmeisterin – Mannschaftszeitfahren

2014
- Mannschaftszeitfahren Energiewacht Tour
- Ronde van Overijssel
- Gesamtwertung und zwei Etappen Auensteiner Radsporttage
- Deutsche Meisterin – Einzelzeitfahren, Straßenrennen
- zwei Etappen Internationale Thüringen-Rundfahrt der Frauen
- Mannschaftszeitfahren Open de Suède Vårgårda
- eine Etappe Holland Ladies Tour
- Weltmeisterin – Einzelzeitfahren, Mannschaftszeitfahren
- Weltmeisterschaft – Straßenrennen

2015
- zwei Etappen Energiewacht Tour
- eine Etappe Gracia Orlová
- Gesamtwertung und eine Etappe The Women’s Tour
- zwei Etappen Internationale Thüringen-Rundfahrt der Frauen
- Gesamtwertung und eine Etappe Holland Ladies Tour
- Weltmeisterin – Mannschaftszeitfahren
- Weltmeisterschaft – Straßenrennen

2016
- eine Etappe Auensteiner Radsporttage
- eine Etappe Holland Ladies Tour
- Weltmeisterschaft – Mannschaftszeitfahren

2017
- eine Etappe Healthy Ageing Tour
- Gesamtwertung und Prolog Internationale Thüringen-Rundfahrt der Frauen
- Deutsche Meisterschaft – Straßenrennen
- eine Etappe Boels Rental Ladies Tour

2018
- Gesamtwertung und eine Etappe Internationale Thüringen-Rundfahrt der Frauen
- Deutsche Meisterin – Einzelzeitfahren
- Europameisterschaft – Straßenrennen

2019
- eine Etappe Healthy Ageing Tour
- Gesamtwertung, eine Etappe und Punktewertung Festival Elsy Jacobs
- Deutsche Meisterin – Straßenrennen
- Europameisterschaft – Mixed-Staffel
- Gesamtwertung und eine Etappe Madrid Challenge by La Vuelta
- Weltmeisterschaft – Mixed-Staffel

2020
- Deutsche Meisterin – Straßenrennen
- Europameisterin – Mixed-Staffel
- Gesamtwertung, eine Etappe und  Punktewertung Madrid Challenge by La Vuelta

2021
- Deutsche Meisterin – Einzelzeitfahren
- Weltmeisterin – Mixed-Staffel

### Bahn
2010

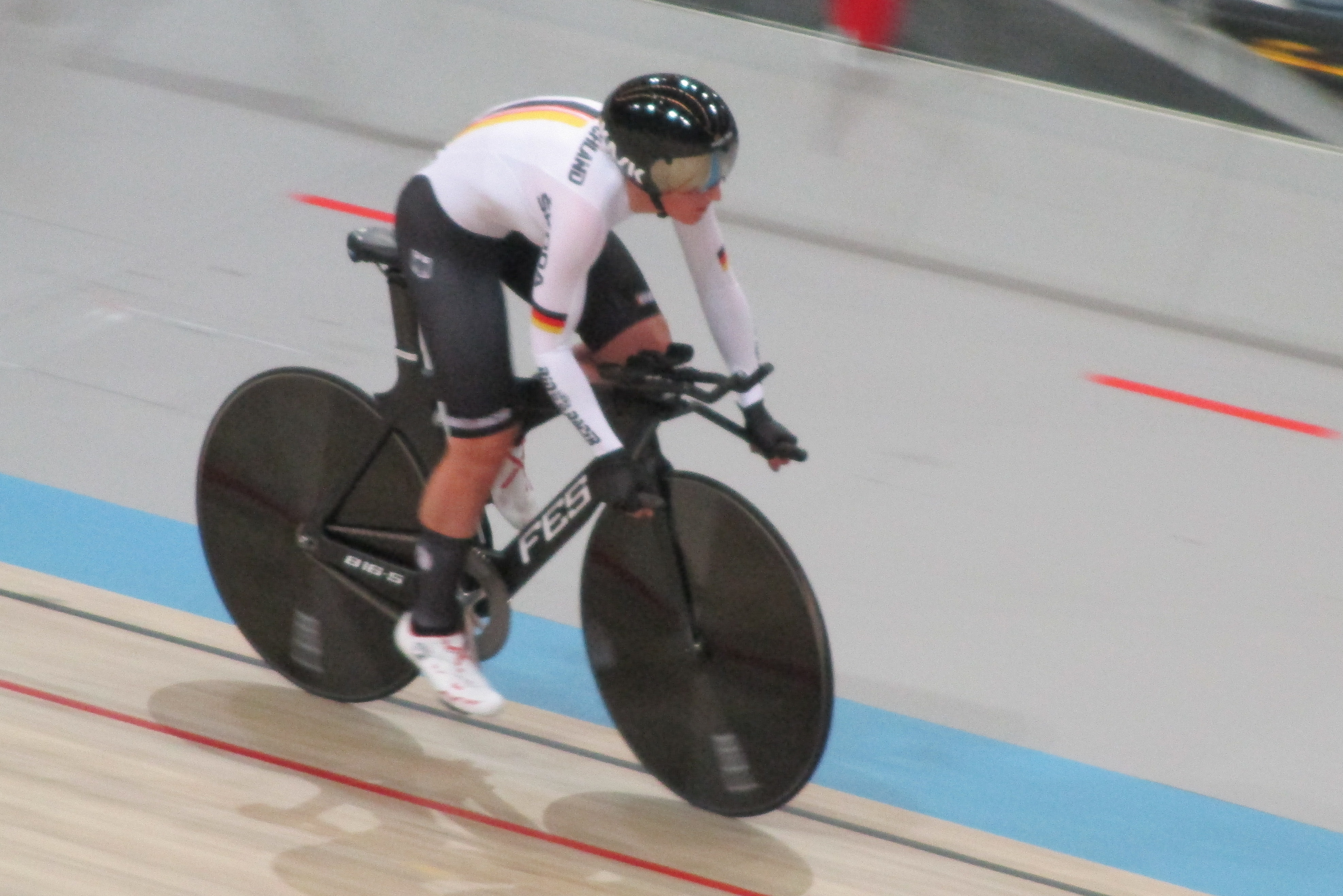
Brennauer bei der Bahnrad-WM 2017

- Europameisterschaft – Mannschaftsverfolgung (mit Verena Jooß und Madeleine Sandig)

2011
- Europameisterschaft – Mannschaftsverfolgung (mit Charlotte Becker und Madeleine Sandig)
- Deutsche Meisterin – Omnium

2013
- Deutsche Meisterin – Einerverfolgung

2018
- Europameisterin – Einerverfolgung
- Europameisterschaft – Mannschaftsverfolgung (mit Charlotte Becker, Gudrun Stock und Mieke Kröger)
- Deutsche Meisterin – Einerverfolgung

2019
- Weltmeisterschaft – Einerverfolgung
- Europameisterschaft – Einerverfolgung, Mannschaftsverfolgung (mit Mieke Kröger, Gudrun Stock, Lisa Klein und Franziska Brauße)

2020
- Weltmeisterschaft – Mannschaftsverfolgung (mit Franziska Brauße, Lisa Klein und Gudrun Stock)
- Weltmeisterschaft – Einerverfolgung

2021
- Olympiasiegerin – Mannschaftsverfolgung (mit Franziska Brauße, Lisa Klein und Mieke Kröger)
- Europameisterin – Einerverfolgung, Mannschaftsverfolgung (mit Franziska Brauße, Mieke Kröger, Lena Charlotte Reißner und Laura Süßemilch)
- Weltmeisterin – Einerverfolgung, Mannschaftsverfolgung (mit Franziska Brauße, Mieke Kröger und Laura Süßemilch)

2022
- Deutsche Meisterin – Einerverfolgung, Mannschaftsverfolgung (mit Lana Eberle, Laura Süßemilch und Lea Lin Teutenberg)
- Europameisterin – Mannschaftsverfolgung (mit Franziska Brauße, Lisa Klein und Mieke Kröger)
- Europameisterschaft – Einerverfolgung

## Straßen-Weltmeisterschafts-Platzierungen
| Weltmeisterschaft        | 2011 | 2012 | 2013 | 2014 | 2015 | 2016 | 2017 | 2018 | 2019 | 2020 | 2021 |
| ------------------------ | ---- | ---- | ---- | ---- | ---- | ---- | ---- | ---- | ---- | ---- | ---- |
| StraßenrennenStraße      | 91   | –    | DNF  | 2    | 30   | 12   | 43   | DNF  | 9    | 9    | 9    |
| EinzelzeitfahrenEZF      | –    | –    | 11   | 1    | 3    | 6    | 12   | 14   | 10   | 4    | 5    |
| MannschaftszeitfahrenMZF | –    | –    | 1    | 1    | 1    | 2    | 4    | 4    | 2    | –    | 1    |